# Anton Chico
Anton Chico – jednostka osadnicza w Stanach Zjednoczonych, w stanie Nowy Meksyk, w hrabstwie Guadalupe.